# Bâtiment de la vieille école d'Ušće
Le bâtiment de la vieille école d'Ušće (en serbe cyrillique : Зграда старе школе у Ушћу ; en serbe latin : Zgrada stare škole u Ušću) se trouve à Ušće, sur le territoire de la ville de Kraljevo et dans le district de Raška, en Serbie. Elle est inscrite sur la liste des monuments culturels protégés de la république de Serbie (identifiant no SK 2098),.

## Présentation
L'école est située dans le centre d'Ušće, entre la route qui mène à Novi Pazar et la rivière Ibar.
Elle a été construite en 1907 à l'initiative du marchand Lazar G. Prokić, qui a aussi été député ; il a voulu l'offrir à la jeunesse du village.
Le bâtiment, typique des établissements scolaires modestes de cette époque, a été construit sur un plan qui prend la forme de la lettre cyrillique « Г ». Au rez-de-chaussée se trouvaient deux salles de classe, un bureau pour le directeur et un appartement pour l'enseignant, le tout relié par un couloir commun ; la façade en briques est enduite d'un mortier de chaux ; le plafond au-dessus du rez-de-chaussée et la charpente du toit sont en bois.
La décoration de la façade se limite à quelques pilastres, à une corniche et à l'encadrement des fenêtres ; l'enduit des façades latérales, en plâtre, est traité de manière à imiter la pierre. L'entrée principale est formée d'une porte à deux battants avec une décoration en bois.
Sur la façade donnant sur la rue, sous la corniche, a été apposée une plaque en pierre mentionnant le donateur qui a permis la construction de l'établissement.
Outre sa valeur architecturale, le monument revêt une importance historique en contribuant à l'étude du développement de l'éducation en Serbie.